# Студјенка
Студјенка (слч. Studienka) насељено је мјесто са административним статусом сеоске општине (слч. obec) у округу Малацки, у Братиславском крају, Словачка Република.

## Становништво
| Година:    | 1994. | 2004.   | 2014.   | 2024.   |
| ---------- | ----- | ------- | ------- | ------- |
| Број људи: | 1513  | 1608    | 1644    | 1748    |
| Разлика:   |       | +6,27 % | +2,23 % | +6,32 % |

| Година:    | 2023. | 2024.   |
| ---------- | ----- | ------- |
| Број људи: | 1751  | 1748    |
| Разлика:   |       | -0,17 % |

Према подацима о броју становника из 2024. године насеље је имало 1748 становника.